# Армандо Мартінес
Армандо Мартінес Ліменду (ісп. Armando Martínez Limendu; 29 серпня 1961) — кубинський боксер, олімпійський чемпіон 1980 року.

## Аматорська кар'єра
На Олімпійських іграх 1980 став чемпіоном.
- 1/16 фіналу. Переміг Зигмунта Госевського (Польща) — 5-0
- 1/8 фіналу. Переміг Джорджа Кабуто (Уганда) — RSC
- 1/4 фіналу. Переміг Франсіско де Хесуса (Бразилія) — 5-0
- 1/2 фіналу. Переміг Яна Франека (Чехословаччина) — RSC
- Фінал. Переміг Олександра Кошкіна (СРСР) — 4-1

На Кубку світу 1981 переміг Персі Реклі (Австралія), Михаїла Такова (Болгарія) і У Джин Чой (Південна Корея), а у фіналі програв Шону О'Саллівану (Канада) і отримав срібну медаль.
На чемпіонаті світу 1982 завоював срібну медаль.
- В 1/16 фіналу переміг Срболюба Станковича (Югославія) — 5-0
- В 1/8 фіналу переміг Детлефа Кестнера (НДР) — 5-0
- У чвертьфіналі переміг Шандора Хранека (Угорщина) — 5-0
- У півфіналі пройшов без бою Михаїла Такова (Болгарія)
- У фіналі програв Олександру Кошкіну (СРСР) — 2-3